# Syntetism

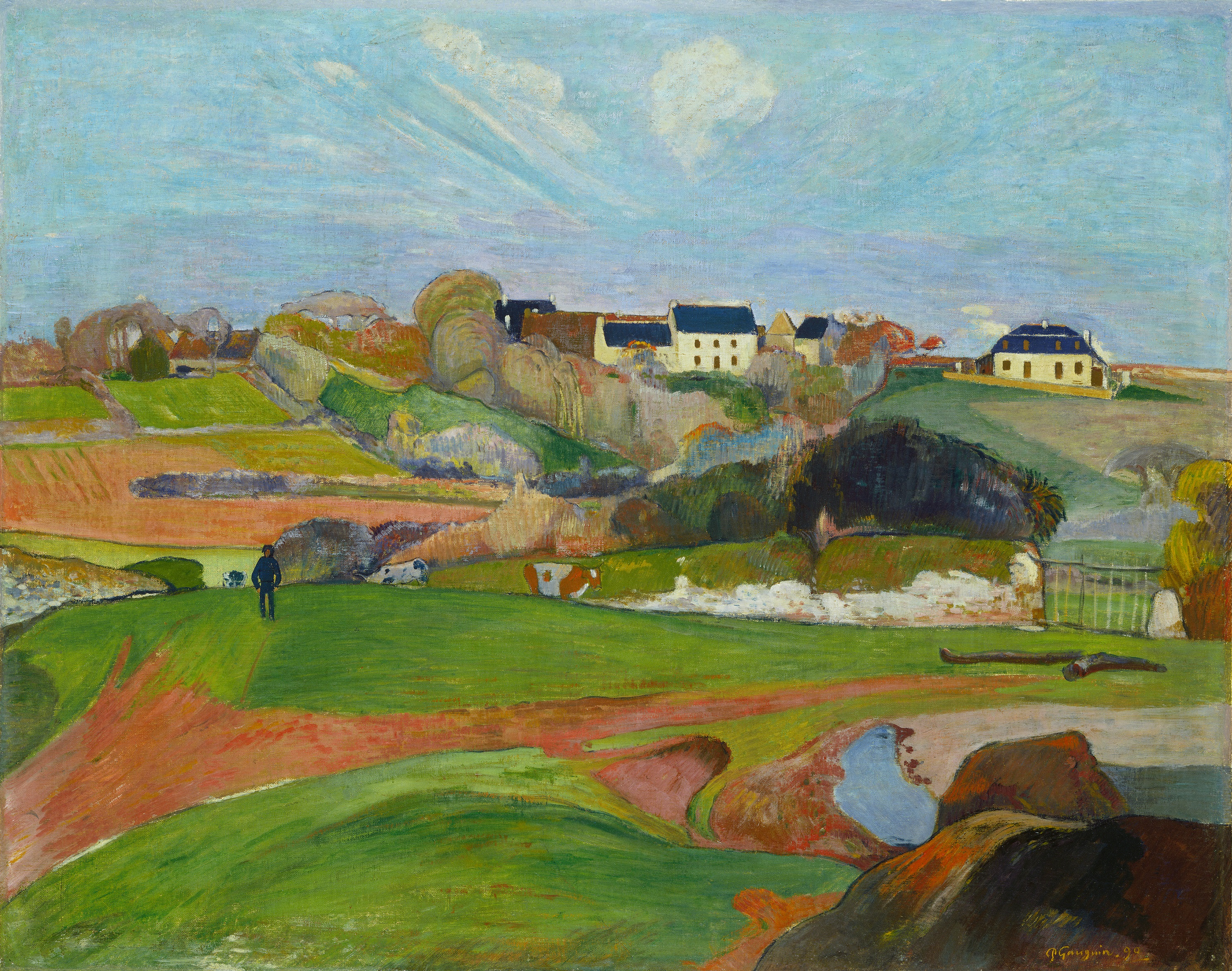
Landskap vid Le Pouldu (1890), av Paul Gauguin, är ett tydligt exempel på syntetism med sina rena färgfält med mörka konturer.

Syntetism är en stil inom måleriet som under 1890-talet utövades av Paul Gauguin, Émile Bernard och andra konstnärer i Pont-Aven i Bretagne med stora, rena färgytor omgivna av svarta konturer.
Gruppen runt Gauguin ansåg att en konstnär bör göra en syntes av sina intryck och hellre måla ur minnet än åstadkomma en direkt avbildning. Vid Världsutställningen i Paris 1889 anordnade Pont-Avenkonstnärerna en utställningen Synthétisme.
En grupp bildades 1891 med Gauguin, Bernard, Charles Laval och Louis Anquetin som medlemmar. Även Paul Sérusier och Cuno Amiet räknas ibland till syntetismen.
I Sverige bildade de tre konstnärerna Nils Kreuger, Karl Nordström och Richard Bergh en grupp som kallas Varbergsskolan som var starkt påverkade av syntetismen.